# Los Fernandos
Los Fernandos  fue una agrupación argentina del género romántico y baladas de la década de 1950, 1960 y 1970.

## Carrera
El trío musical fundado y formado por los hermanos Juan Carlos y Gustavo Fernández Sala (guitarras), y el primo de ellos Horacio Sala (maracas). Posteriormente ingresaría al grupo el guitarrista platense  Dario Piñero quien provenía del estilo del tango. Mezclaban las buenas voces de cantantes invitados con sus más refinadas guitarras.
Grabaron varios LP para odeón Pop ("Romántica", "Boleros en Hi-Fi", "Momentos Románticos") Alguno de sus temas más reconocidos fueron El amor es así, compuesta y dirigida por Rodolfo Caravagno y con el acompañamiento de los hermanos Carlos Teteruk en voz y Mauricio Teteruk en teclado, Romántica, Mi Reina, Más Allá y No es Pecado, entre muchos otros. Interpretaron temas de diferentes autores como M. Molina Montes, B. De Jesus, M. Grever, G. Nogueira, Ruiz Armengol, Carlos Velázquez y Dino Ramos.
Entre algunos de los cantores del grupo estuvieron Horacio Rodríguez, Carlos Teteruk, Carlos Hernán y el mismo Juan Carlos Sala.
Hicieron numerosas giras en el interior del país expandiendo el género del romanticismo en sus letras y ritmos, con muchos éxitos y vendieron millones de discos. También hicieron presentaciones en radio y televisión.
Ya deviniendo los 60's, el grupo se desintegró, y Gustavo fue el único que tuvo carrera posteriores en el género musical pero esta vez con el nombre artístico de Requinto González.

## Otra vez Los Fernandos. LP sello Odeón
- Los Fernandos – Boleros En Hi-Fi.[5]
- Boleros para soñar.[6]
- Romántica con Carlos Hernán.[7]

## Temas interpretados
- El amor es así
- Romántica
- Mi reina
- Más Allá
- No es pecado
- Jurame
- Sigamos pecando
- Laguna de Maracaibo
- Seño Manuel
- Y el poeta lloró
- Yellow Submarine
- Sombras
- Pide
- Siglo XX
- Envidia
- Luz y sombra
- Enamorados
- La malagueña
- Mi sentimiento
- Tiempo
- María del Mar
- Que solo
- Dolencias
- Verdad amarga
- Plena bailaras
- Dama de noche
- La huella del anillo
- Apura buey
- Sonrisa mora
- Recuerdame
- La gloria eres tú
- Mi adiós
- Rico Tilín
- Vete, vete
- Voló, voló, la paloma